# Wen Tingyun
Wen Tingyun (812–870) nacido Wen Qi, nombre de cortesía Feiqing (chino simplificado, Fēiqīng) fue un poeta e importante letrista chino de finales de la dinastía Tang. 
Nació en Qi, Shanxi, China. Durante su carrera literaria, Wen se convirtió en el primer escritor verdaderamente distintivo de ci, el estilo de poesía en verso para ser cantado que dominó la poesía china durante mucho tiempo, desde finales de la dinastía Tang y durante toda la dinastía Song. La mayoría de sus poemas son versos tipo boudoir—que describen los opulentos muebles y jardines de mujeres solitarias y sus deseos escondidos—. Este estilo de poesía se utilizaba habitualmente para las comunicaciones románticas entre hombres y mujeres en los distritos de entretenimiento de la capital china Chang'an, durante la dinastía Tang.
Yu Xuanji estaba entre sus seguidores. Su hijo Wen Xian (温憲) fue también poeta.